# Spanningstransformator

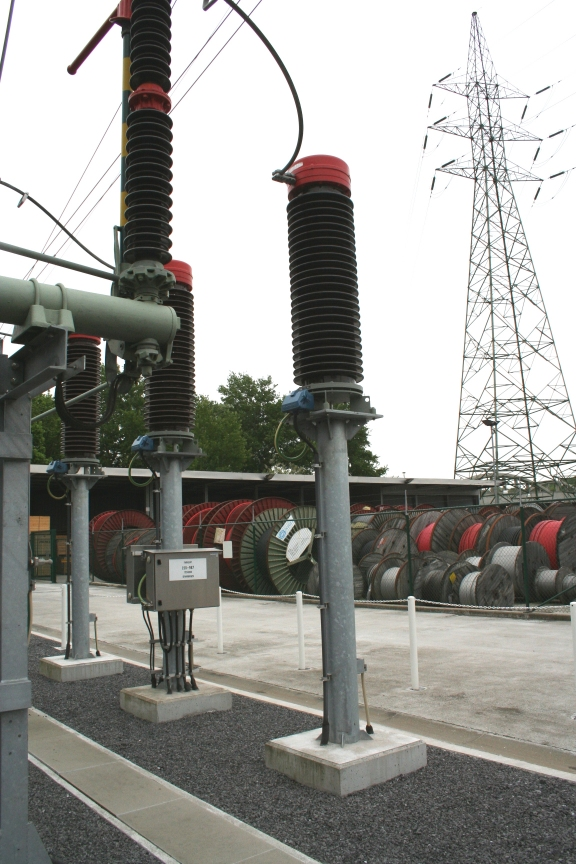
Enkelfasige hoogspannings meettransformator voor 150kV naar 110V

Een spanningstransformator, of eigenlijk een spanningmeettransformator, wordt gebruikt om een hoge – gevaarlijke – spanning omlaag te transformeren naar een lagere spanning (meestal een secundaire nominale spanning van 100 V), zodat deze gemeten kan worden met een standaard voltmeter.
De spanningstransformator, ook wel VT genoemd naar de Engelse naam "Voltage Transformer", wordt voornamelijk toegepast in hoogspanningsinstallaties.

## Uitvoeringsvormen
Spanningstransformatoren zijn verkrijgbaar in de volgende uitvoeringsvormen:
- Eénfase-spanningstransformator voor aansluiting tussen fase en aarde. Voor een driefasenmeting worden er drie in ster geschakeld, met het sterpunt geaard.
- Tweefase-spanningstransformator voor aansluiting tussen twee fasen. Voor een driefasenmeting worden er twee in een zogenaamde V-schakeling geplaatst.
- Driefasen-spanningstransformator voor directe aansluiting op een driefasennet (Yy0 schakelbeeld met geaard sterpunt)

## Spanningsfout
Een spanningstransformator kan – in ideale toestand – worden beschouwd als een onbelaste transformator. In werkelijkheid zal deze nooit geheel onbelast zijn, omdat er altijd ijzer- en koperverliezen optreden. Tevens moet er vermogen geleverd worden aan het meetinstrument dat op de secundaire wikkeling van de meettransformator is aangesloten. Hierdoor treden er meetfouten op, welke de spanningsfout {\displaystyle F_{u}} wordt genoemd. Er kan gesteld worden dat hoe groter de (secundaire) belasting, hoe hoger de spanningsfout.

## Hoekfout
Daarnaast is het noodzakelijk dat de fasehoek tussen de stroom en spanning in het primaire net juist wordt overgebracht naar het meetcircuit. Door de optredende verliezen in de transformator zal dit nooit exact gerealiseerd worden. Hierdoor zal er een faseverschil ontstaan tussen de primaire en secundaire zijde van de meettransformator, welke de hoekfout {\displaystyle \delta _{u}} wordt genoemd. Omdat VT's vaak gebruikt worden in vermogenmetingen is het het noodzakelijk dat deze {\displaystyle \delta _{u}} zo gering mogelijk is (verschil in kilowattuur vertaalt zich naar kosten).

## Nauwkeurigheid
In de IEC 61869-3 worden, afhankelijk waarvoor ze gebruikt worden, verschillende nauwkeurigheidklassen aangegeven:
| Nauwkeurig- | Spanningsfout | Hoekfout            | Hoekfout            |
| heidsklasse | [%]           | [minuten]           | [ decimale graad ]  |
| ----------- | ------------- | ------------------- | ------------------- |
| 0,1         | 0,1           | 5                   | 0,15                |
| 0,2         | 0,2           | 10                  | 0,30                |
| 0,5         | 0,5           | 20                  | 0,60                |
| 1,0         | 1,0           | 40                  | 1,20                |
| 3,0         | 3,0           | Niet gespecificeerd | Niet gespecificeerd |

- Cos Phi: 0,8 naijlend
- Spanning: 80% tot 120% nominale spanning
- Belasting: 25% tot 100% nominale belasting

| Nauwkeurig- | Spanningsfout | Hoekfout  | Hoekfout         |
| heidsklasse | [%]           | [minuten] | [decimale graad] |
| ----------- | ------------- | --------- | ---------------- |
| 3P          | 3             | 120       | 3,5              |
| 6P          | 6             | 240       | 7,0              |

- Cos Phi: 0,8 naijlend
- Spanning: 5% tot 120% nominale spanning
- Belasting: 25% tot 100% nominale belasting